# Buchlov (sommet)
Pour les articles homonymes, voir Buchlov.
Le Buchlov (prononciation slovaque : [ˈbuxlɔu̯]) est un sommet des monts Vtáčnik dans les Carpates occidentales en Slovaquie. Il est situé dans la réserve naturelle du même nom, qui contient aussi le Žarnov.
Situé à 1 040 m d’altitude, le sommet est accessible par un sentier de randonnée balisé depuis Oslany ou Ostrý Grúň.